# Jirkovská pánev
Jirkovská pánev je geomorfologický okrsek ve střední části Chomutovsko-teplické pánve na rozhraní okresů Chomutov a Most. Velká část jejího povrchu byla změněna těžbou hnědého uhlí.

## Poloha a sídla
Pánev se nachází přibližně mezi Chomutovem, Mostem a Havraní. Jihozápadní hranice probíhá od Velemyšlevsi k Chomutovu po levém okraji údolí Chomutovky. Severozápadní hranici tvoří úpatí Krušných hor. Hranice na severovýchodě je vzhledem k činnosti hnědouhelných lomů nezřetelná, ale u Mostu vytváří výběžky, díky kterým Jirkovská pánev za tří stran obklopuje vrch Ressl. Od Mostu vede hranice směrem na jih k Lišnici, kde se stáčí na západ přes Havraň k Saběnicím a znovu na jih k Velemyšlevsi. Další obce uvnitř pánve jsou Otvice, Vrskmaň, Strupčice, Malé Březno, Pesvice, Všestudy a Bílence.

## Geologie a geomorfologie

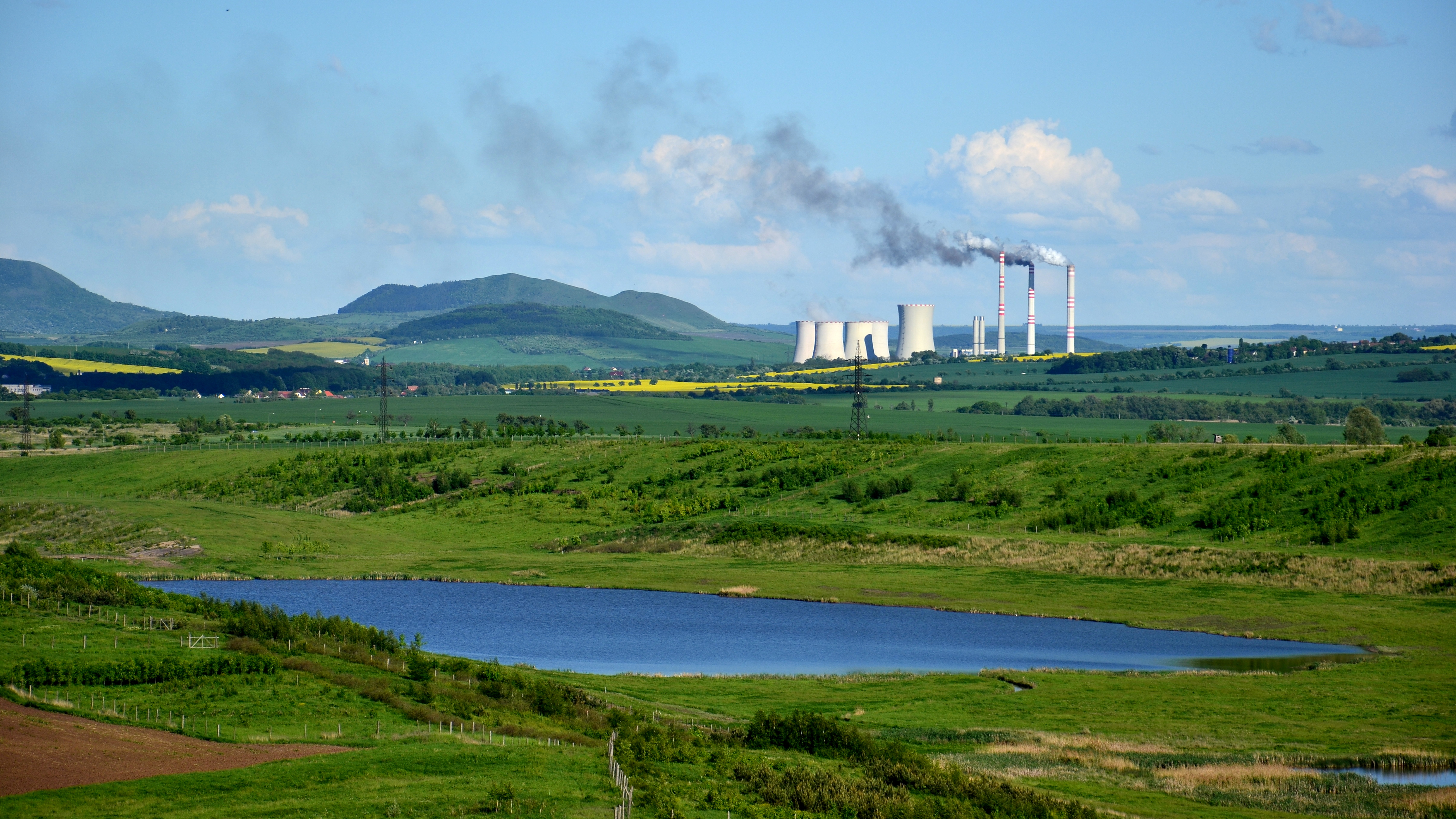
Rekultivovaná výsypka mezi Strupčicemi a Malým Březnem

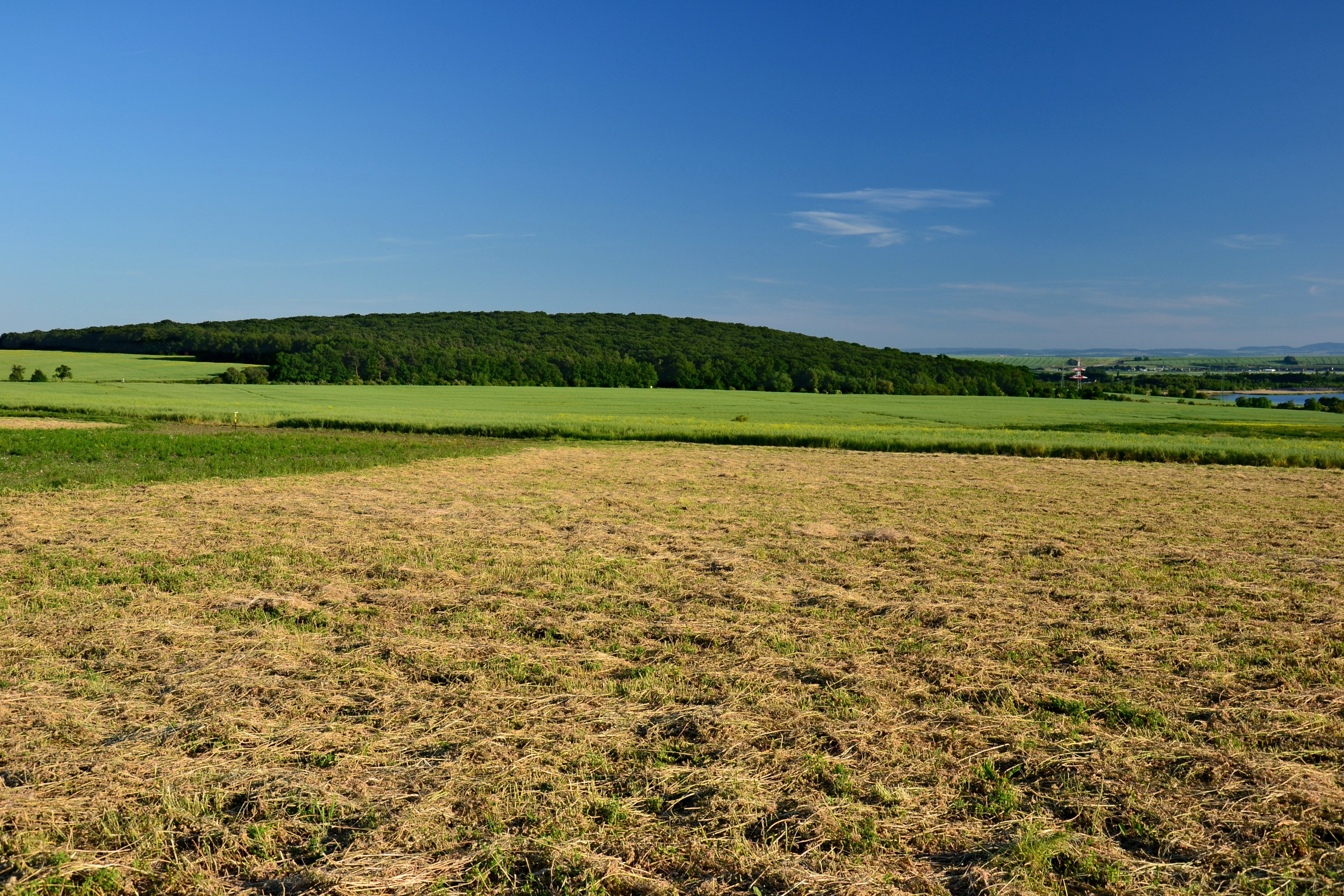
Údlické doubí

Geologickým podložím pánve jsou miocenní jezerní jíly a písky mosteckého souvrství se slojemi hnědého uhlí. Na nich se vytvořil erozně denudační povrch meziúdolních hřbetů a široce rozevřených údolí s občasnými výskyty drobných porcelanitových suků. Na úpatí Krušných hor vznikly říční náplavové kužely a haldy a říční terasy podél Bíliny. Zejména západní část území byla výrazně pozměněna povrchovou těžbou hnědého uhlí v Lomu ČSA a Lomu Vršany, mezi kterými vede Ervěnický koridor.
V geomorfologickém členění Česka je okrsek s označením IIIA-3B-4 součástí celku Mostecká pánev a podcelku Chomutovsko-teplická pánev. Na jihozápadě sousedí s Údlickou a na severovýchodě s Komořanskou kotlinou. Severozápadní hranici tvoří krušnohorské okrsky Bolebořská vrchovina a Rudolická hornatina. Východní část, která zasahuje k Mostu, hraničí s okrskem Bořeňské středohoří a na jihovýchodě přechází v Blažimskou plošinu v Žatecké pánvi.

## Vodstvo
Největším vodním tokem v oblasti je řeka Bílina, která je z důvodu těžby uhlí v prostoru Ervěnického koridoru svedena do potrubní přeložky. Střední část pánve odvodňuje říčka Srpina. Významnými vodními plochami jsou umělé nádrže Zaječice, Újezd a Velký Otvický rybník. Na místě historické těžby kamenečných břidlic vzniklo Kamencové jezero.

## Ochrana přírody
Významným výškovým bodem Jirkovské pánve je Údlické doubí (též Údlický lesík, 367,2 m n. m.) se stejnojmennou přírodní památkou. Dalším chráněným územím je přírodní památka Slanisko u Škrle v jižní části pánve.